# Piotr Żołądek
Piotr Żołądek (* 27. Juni 1981) ist ein polnischer Badmintonspieler. 

## Karriere
Piotr Żołądek gewann in Polen mehrfach Silber und Bronze bei den nationalen Titelkämpfen. 1999 nahm er an den Weltmeisterschaften teil, ein Jahr später gewann er die Slovak International.

## Sportliche Erfolge
| Saison | Veranstaltung                          | Disziplin    | Platz | Name                                                                   |
| ------ | -------------------------------------- | ------------ | ----- | ---------------------------------------------------------------------- |
| 1997   | Polnische Meisterschaften der Junioren | Herrendoppel | 1     | Marcin Burzyński / Piotr Żołądek                                       |
| 1998   | Polnische Einzelmeisterschaften        | Mixed        | 3     | Piotr Żołądek / Kamila Augustyn (Piast-b Słupsk)                       |
| 1998   | Polnische Einzelmeisterschaften        | Herrendoppel | 3     | Marcin Burzyński / Piotr Żołądek (Piast-b Słupsk)                      |
| 1998   | Polnische Meisterschaften der Junioren | Herrendoppel | 1     | Marcin Burzyński / Piotr Żołądek                                       |
| 1999   | Weltmeisterschaft                      | Herrendoppel | 17    | Przemysław Wacha / Piotr Żołądek                                       |
| 1999   | Weltmeisterschaft                      | Mixed        | 33    | Piotr Żołądek / Kamila Augustyn                                        |
| 1999   | Polnische Einzelmeisterschaften        | Mixed        | 2     | Piotr Żołądek / Kamila Augustyn (Piast-b Słupsk)                       |
| 1999   | Junioren-Europameisterschaft           | Herrendoppel | 2     | Przemysław Wacha / Piotr Żołądek                                       |
| 1999   | Polnische Meisterschaften der Junioren | Herrendoppel | 1     | Przemysław Wacha / Piotr Żołądek                                       |
| 1999   | Polnische Meisterschaften der Junioren | Mixed        | 1     | Piotr Żołądek / Kamila Augustyn                                        |
| 1999   | Polnische Einzelmeisterschaften        | Herrendoppel | 3     | Przemysław Wacha / Piotr Żołądek (Technik Głubczyce / Piast-b Słupsk)  |
| 2000   | Polnische Meisterschaften der Junioren | Mixed        | 1     | Piotr Żołądek / Kamila Augustyn                                        |
| 2000   | Polnische Meisterschaften der Junioren | Herrendoppel | 1     | Przemysław Wacha / Piotr Żołądek                                       |
| 2000   | Polnische Meisterschaften der Junioren | Mixed        | 1     | Piotr Żołądek / Kamila Augustyn                                        |
| 2000   | Polnische Einzelmeisterschaften        | Herrendoppel | 2     | Przemysław Wacha / Piotr Żołądek (Technik Głubczyce / Piast-b Słupsk)  |
| 2000   | Polnische Einzelmeisterschaften        | Mixed        | 2     | Piotr Żołądek / Kamila Augustyn (Piast-b Słupsk)                       |
| 2000   | Slovak International                   | Herrendoppel | 1     | Piotr Żołądek / Przemyslav Wacha                                       |
| 2000   | Polnische Meisterschaften der Junioren | Herrendoppel | 1     | Przemysław Wacha / Piotr Żołądek                                       |
| 2001   | Polnische Einzelmeisterschaften        | Herrendoppel | 2     | Przemysław Wacha / Piotr Żołądek (Technik Głubczyce / Piast-b Słupsk)  |
| 2001   | Polnische Einzelmeisterschaften        | Mixed        | 3     | Piotr Żołądek / Kamila Augustyn (Piast-b Słupsk)                       |
| 2003   | Polnische Einzelmeisterschaften        | Herrendoppel | 2     | Przemysław Wacha / Piotr Żołądek (Technik Głubczyce / Hubal Białystok) |